# Evangelisches Krankenhaus Düsseldorf
Das Evangelische Krankenhaus Düsseldorf ist ein Akutkrankenhaus mit zehn Fachabteilungen und insgesamt 513 Betten. Es wird von der Stiftung Evangelisches Krankenhaus Düsseldorf getragen.

## Einrichtung
Zum Haus gehört eine Kinderklinik. Pro Jahr werden 3500 Kinder und Jugendliche von 0 bis 18 Jahren stationär und 6000 ambulant behandelt. Die Klinik zählt 52 Betten, dazu 16 in der Kindertagesklinik. Als Perinatalzentrum Level 1 ist die Klinik auf die Betreuung von Frühgeborenen spezialisiert. Neben der Psychosomatischen Kindertagesklinik zählen die Kinderschutzambulanz, das Sozialpädiatrische Zentrum und die Elternschule zur Kinderklinik.

## Geschichte

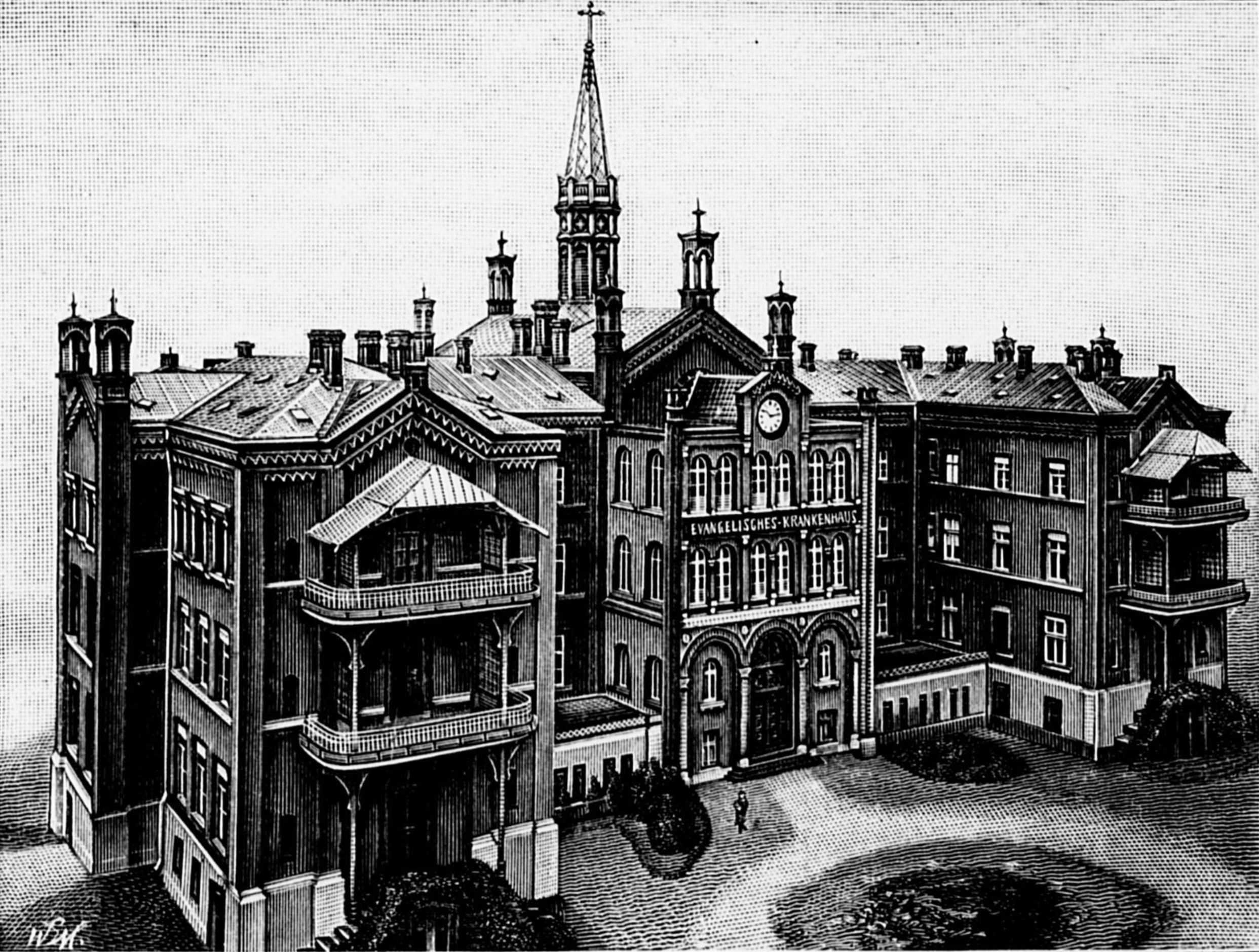
Evangelisches Krankenhaus, Fürstenwallstraße 91, 1903

Die Anfänge liegen in einem am 1. Oktober 1849 von evangelischen Bürgern der Stadt Düsseldorf gegründeten Haus an der Berger Straße 18. 1862 erwarb die evangelische Gemeinde in der Friedrichstadt eine sehr geräumige Baustelle für ein neues Krankenhaus. 1866 zog man an den Fürstenwall um. In Sehenswürdigkeiten der Stadt unter öffentlichen Gebäuden wurde das Evangelische Krankenhaus 1877 mit groß und schön angelegt beschrieben.
1878 wurden westlich und nördlich zum Schutz des Krankenhauses Umfassungsmauern gebaut und Ende 1880 ein an der Kronenstraße gelegenes Grundstück durch Schenkung übertragen, sodass die Einfriedung abgeschlossen und mit der Anlage eines Nutzgartens begonnen werden konnte. Das Areal umfasste nun 1 Hektar 54 Are 35 Meter = 6 Morgen 80 Ruthen. 1909 und 1914 kamen Erweiterungsbauten dazu. Zur Modernisierung und Vergrößerung des Hauses wurde 1928 ein Wettbewerb ausgeschrieben. Der Plan des Architekten Fritz Niebel wurde zur Ausführung angenommen. Im Juni 1932 wurde der Erweiterungsbau des Evangelischen Krankenhauses eingeweiht.
1966 begann man mit dem achtstöckigen Bau an der Kirchfeldstraße und nach Fertigstellung des zweiten Bauabschnittes wurde der Neubau des Evangelischen Krankenhauses im Juli 1972 in Benutzung genommen. 2005 entstand der Anbau an der Kronenstraße. 2016 wurde ein Anbau an der Florastraße bezogen.